# 駒ヶ嶽國力
駒ヶ嶽 國力（こまがたけ くにりき、1880年12月13日 - 1914年4月11日）は、宮城県出身で井筒部屋（一時期関ノ戸部屋）に所属した大相撲力士。本名は菊地 國力（きくち くにりき）。最高位は大関。

## 来歴
1880年12月13日に宮城県で生まれる。1897年に小錦八十吉・朝汐太郎の一行が巡業に来た際に、西ノ海嘉治郎に勧誘されて入門し、これ以降は巡業に同行した。1898年1月に初土俵を踏むが、四股名はこの時から駒ヶ嶽だった。順調な出世で、1899年1月に序二段で、1900年5月に三段目で全勝。1902年1月場所で新十両に昇進すると、1903年5月に新入幕を果たす。三段目時代から並び称された太刀山峯右エ門との対戦は常に好取組として人気があった。
1905年1月に小結、5月に関脇へ昇進し、太刀山と大関昇進を争ったが、太刀山峯右エ門の陣営には横綱級の実力を持つ荒岩亀之助・國見山悦吉が存在していたほか、横綱も大砲万右エ門・梅ヶ谷藤太郎が存在していたのに対し、駒ヶ嶽の陣営には大関が不在（荒岩または國見山が代わりに大関を務めたことがあった）ため、1907年1月場所で大関に昇進した。常陸山谷右エ門は駒ヶ嶽を特にかわいがり、熱心に稽古をつけていた。
横綱昇進を期待され、果たした暁には止め名であるはずの「谷風」を襲名するとも言われた。太刀山が大関の頃までは立派に好敵手を務めることが可能だったが、横綱を太刀山に先取されてからは勝負にならず、太刀山に「駒（ヶ嶽）関のほうが綱姿は似合うはずだ、次は駒（ヶ嶽）関の番だよ」と言われながらも、綱はますます遠のいた。
大食漢・大酒飲みで、実に日本酒を6升も飲んだ。しかし、晩年は酒の飲み過ぎで体を壊し、力が落ち負けると大酒を飲む、飲んでは悪化するという具合で負け越しも記録した。そして1914年4月11日、茨城県での巡業の際に立ち寄った酒屋でどぶろく3升を飲み、そのまま太陽が直に当たる荷車の上で寝ていたことにより飲んだ酒が発酵し、腸穿孔・脳溢血を発症、急死した。33歳没。
かつて並び称された太刀山が当時の力士には珍しい節食で、史上初となる還暦土俵入りまで行ったのとは対照的だった。
酒の他にはスッポンが好物であった。

## 主な成績
- 幕内成績：105勝41敗22分7預45休
- 幕内在位：22場所

### 場所別成績
| 1898年 （明治31年） | （前相撲）               | 東序ノ口8枚目 –                 |
| 1899年 （明治32年） | 東序二段20枚目 5–0       | 西三段目16枚目 –                |
| 1900年 （明治33年） | 西三段目6枚目 –          | 東三段目筆頭 5–0                |
| 1901年 （明治34年） | 東幕下17枚目 –           | 西幕下筆頭 0–0 1分 （対十両戦） |
| 1902年 （明治35年） | 西十両8枚目 6–2 2分      | 西十両2枚目 5–5                 |
| 1903年 （明治36年） | 西十両2枚目 8–2          | 西前頭11枚目 6–2–1 1分          |
| 1904年 （明治37年） | 西前頭3枚目 4–3–1 1預1分 | 西前頭筆頭 4–2–3 1分            |
| 1905年 （明治38年） | 西小結 4–3–2 1預         | 西関脇 6–0–3 1分                |
| 1906年 （明治39年） | 西関脇 6–1–1 2分         | 西関脇 5–0–3 1預1分             |
| 1907年 （明治40年） | 西大関 4–1–2 3分         | 西大関 6–0–3 1分                |
| 1908年 （明治41年） | 西大関 4–1–5             | 西大関 6–2–1 1分                |
| 1909年 （明治42年） | 東大関 5–3–1 1分         | 東大関 2–3–3 2分                |
| 1910年 （明治43年） | 東張出大関 6–0–2 1分     | 東張出大関 5–3–1 1分            |
| 1911年 （明治44年） | 東大関 5–1–3 1分         | 東大関 8–1 1分                  |
| 1912年 （明治45年） | 西大関 3–5–2             | 東大関 6–2 2分                  |
| 1913年 （大正2年） | 東張出大関 5–2 2預1分    | 西張出大関 5–4 1分              |
| 1914年 （大正3年） | 西張出大関 引退 0–2–8    | x                               |
| 各欄の数字は、「勝ち-負け-休場」を示す。 優勝 引退 休場 十両 幕下 三賞：敢=敢闘賞、殊=殊勲賞、技=技能賞 その他：★=金星 番付階級：幕内 - 十両 - 幕下 - 三段目 - 序二段 - 序ノ口 幕内序列：横綱 - 大関 - 関脇 - 小結 - 前頭（「#数字」は各位内の序列） |                          |                                 |

- 幕下以下の地位は小島貞二コレクションの番付実物画像による。また当時の幕下以下の星取や勝敗数等の記録については2024年現在相撲レファレンス等のデータベースに登録がなく、序ノ口など記録が現存しない場所がある可能性があるため、幕下以下の勝敗数等に暫定的に対十両戦の分のみを示している箇所あり。